# Unidade de massa atômica

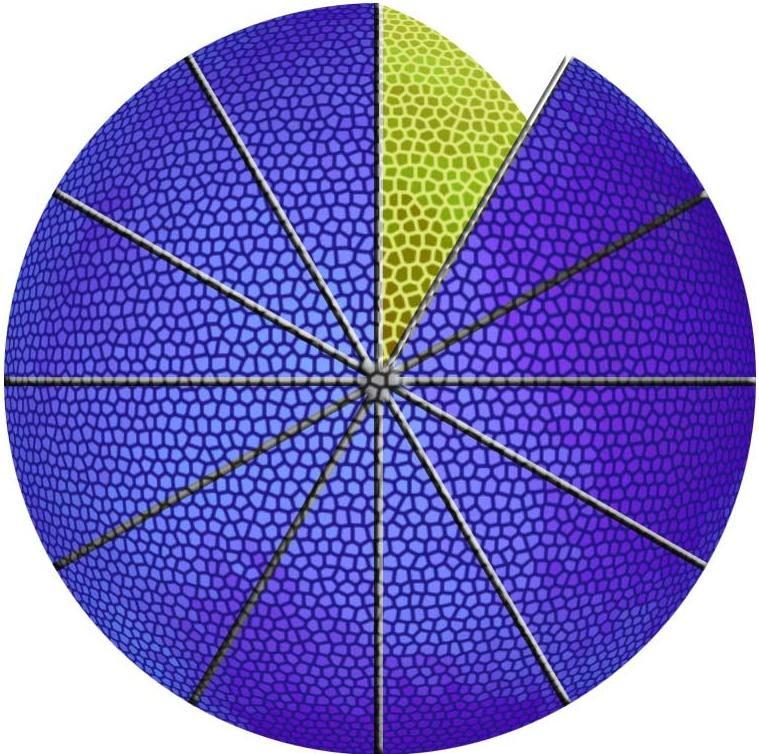
Representação do átomo de carbono-12. A parte destacada (em verde) representa 1/12 do átomo de carbono-12, ou seja, 1 u.

A unidade de massa atômica (português brasileiro) ou atómica (português europeu), ou dalton é uma unidade de medida de massa utilizada para expressar a massa de partículas atômicas (massas atômicas de elementos ou compostos). Ela é definida como 1/12 da massa de um átomo de carbono-12 em seu estado fundamental. O 12C foi escolhido em 1962 como referência e é usado atualmente em todos os países do mundo.
Seu símbolo é u ou Da (apesar de obsoleto, o símbolo uma também pode ser encontrado), e a seguinte equivalência é válida (CODATA, 2018):
Não é uma unidade do Sistema Internacional de Unidades, mas é aceita por este.